# Memorial Sloan Kettering Cancer Center
El Memorial Sloan Kettering Cancer Center (MSK) es un instituto dedicado al tratamiento e investigación del cáncer. Fue fundado en 1884 como el New York Cancer Hospital. Su centro principal está en Manhattan, en el 1275 de York Avenue, entre 67th y 68th Street. 
En 2017, MSK volvió a ocupar el segundo puesto que obtuvo en 2015-2016 en el ranking de U.S. News & World Report para los centros especializados en el tratamiento del cáncer en los Estados Unidos.
Desde 2012, su director médico (physician-in-chief) es el español José Baselga, director científico del Instituto de Oncología de la Val d'Hebrón (VHIO) de Barcelona.

## Historia

### 1884-1934: New York Cancer Hospital
Fundado en 1884 como el New York Cancer Hospital en el Upper West Side de Manhattan, por un grupo de ciudadanos que incluían a John Jacob Astor III y su mujer Charlotte. El hospital nombró a William B. Coley jefe de cirugía, el primero en desarrollar una forma temprana de inmunoterapia para eliminar tumores. Rose Hawthorne, hija del escritor Nathaniel Hawthorne, se formó aquí en el verano de 1896, antes de fundar su orden, la Congregación de Santa Rosa de Lima de Hawthorne.
En 1899 el hospital cambió de nombre a General Memorial Hospital for the Treatment of Cancer and Allied Diseases.
Alrededor de 1910, James Ewing, un profesor de la facultad de medicina de la Cornell University, entabló una colaboración con el Memorial Hospital mediante la ayuda y financiación del industrial y filántropo James Douglas, que donó 100 000 dólares para dotar al instituto con veinte camas para la investigación clínica, equipamiento y un laboratorio clínico para trabajar con el radio. El entusiasmo y la financiación de Douglas para el desarrollo de una radioterapia contra el cáncer animaron a Ewing a ser uno de los primeros en desarrollar este tratamiento. Ewing se convirtió pronto en el líder de la investigación clínica y de laboratorio del Memorial Hospital.
En 1916, el hospital cambió nombre una vez más, eliminando la palabra General para convertirse en Memorial Hospital. El primer programa de becas de formación en Estados Unidos se creó en el Memorial en 1927 y fue financiado por la familia Rockefeller. En 1931, el instituto utilizó el tubo de rayos X de 900 kV, el más poderoso de su época, en un tratamiento oncológico de radioterapia. El tubo fue construido por General Electric durante varios años. En 1931, Ewing fue oficialmente nombrado director del hospital, un papel que, de hecho, ya había estado jugando hasta entonces, y apareció en la portada de la revista Time como Cancer Man Ewing. El artículo de la revista le describió como uno de los más importantes oncólogos de su época. Trabajó en el Memorial hasta su jubilación, en 1939. Bajo su liderazgo, el Memorial se convirtió en un modelo para otros centros oncológicos de Estados Unidos, porque unía la atención al paciente con la investigación clínica y de laboratorio. De él decían que: «la mejor forma de expresar la relación de Ewing con el Memorial Hospital es a través de las palabras de Emerson: “Cada organismo es solo la prolongación de la sombra de algún hombre”. El Dr. Ewing es el Memorial Hospital.»

### 1934-1980: Memorial Hospital y el Sloan Kettering Institute

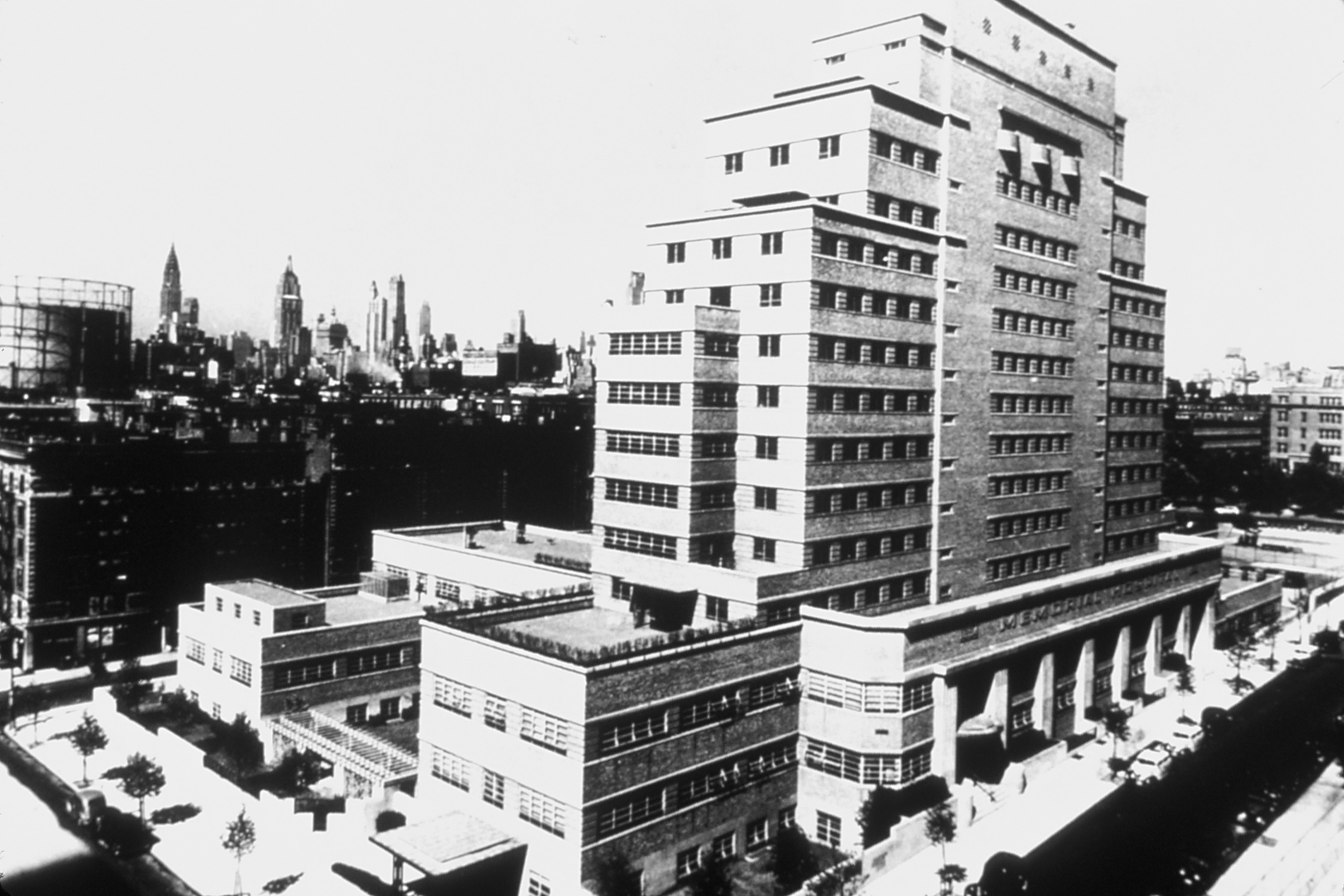
El Memorial Hospital, construido entre 1936 y 1939, en York Avenue.

En 1934, John D. Rockefeller Jr. donó un terreno en York Avenue para un nuevo edificio. Dos años después, subvencionó el Memorial Hospital con tres millones de dólares y el hospital se mudó al otro lado de la ciudad. El Memorial Hospital reabrió oficialmente en la nueva ubicación en 1939. En 1945, el presidente de General Motors, Alfred P. Sloan, donó 4 millones de dólares para crear el Sloan-Kettering Institute for Cancer Research mediante la Sloan Foundation, y Charles F. Kettering, vicepresidente de General Motors, aceptó personalmente supervisar la organización del programa de investigación oncológica basado en técnicas industriales. El instituto de investigación, independiente en un principio, fue construido al lado del Memorial Hospital.
En 1948 Cornelius P. Rhoads fue nombrado director del Memorial. Rhoads había dirigido un programa de armas químicas para el ejército de Estados Unidos en la Segunda Guerra Mundial, y había estado involucrado en la investigación que llevó a descubrir que las mostazas nitrogenadas se podían utilizar como medicamentos oncológicos.: 91–92  Impulsó la colaboración entre Joseph H. Burchenal, un médico clínico del Memorial, y Gertrude B. Elion y George H. Hitchings, que habían descubierto la mercaptopurina. La colaboración llevó al desarrollo y al futuro amplio uso de este medicamento oncológico.: 91–92 
Desde mediados de los años cincuenta hasta mediados de los años sesenta, Chester M. Southam realizó en el MSK una investigación clínica vanguardista sobre la viroterapia e inmunoterapia para el cáncer; sin embargo la llevó a cabo sin el consentimiento informado de los pacientes, que estaban bajo su cuidado o de otros médicos, o eran prisioneros. En 1963 algunos médicos denunciaron la falta de consentimiento en sus experimentos y lo denunciaron ante los Regentes de la Universidad Estatal de Nueva York, que le declararon culpable de fraude, engaño y conducta no profesional; finalmente le otorgaron libertad condicional durante un año. La investigación de Southam y el caso de los Regentes aparecieron en el New York Times.
En 1960, el Memorial Sloan Kettering Cancer Center funcionó como nueva corporación para coordinar los dos institutos. John Heller, el exdirector del National Cancer Institute, fue nombrado presidente. A finales de los años sesenta, tras los primeros éxitos en la oncología pediátrica de los tratamientos de niños con cáncer, el Memorial abrió un ambulatorio pediátrico, en parte para ocuparse del número creciente de sobrevivientes de cáncer.
A principios de los años setenta, Burchenal y Benno Schmidt, un inversor profesional y consejero del MSK, fueron nombrados miembros del panel presidencial que creó en esos años la iniciativa War on Cancer del gobierno federal de EE. UU.: 184  Cuando el Congreso aprobó el National Cancer Act de 1971 como parte de ese trabajo, el Memorial Sloan Kettering fue designado uno de los tres Comprehensive Cancer Centers del país. En 1977, Jimmie C. Holland fundó el servicio psiquiátrico a tiempo completo de MSK, para ayudar a las personas con cáncer a hacer frente a su enfermedad y tratamiento. Fue uno de los primeros programas de este tipo y contribuyó a la creación de la psicooncología.

### Después de 1980: Memorial Sloan Kettering Cancer Center
En 1980 el Memorial Hospital y el Sloan Kettering Institute se unieron oficialmente bajo el nombre de Memorial Sloan Kettering Cancer Center.  En el año 2000, el exdirector del NIH Harold Varmus fue nombrado director del MSK. Durante su permanencia, ayudó a construir nuevas instalaciones, fortalecer la relación entre el lado clínico y el de investigación del MSK, e impulsó la colaboración con otros institutos, como el Centro Médico Weill Cornell y la Rockefeller University.
Craig B. Thompson, oncólogo e investigador, fue nombrado presidente del MSK y director ejecutivo en 2010. El año siguiente, MSK fue evaluada como la tercera organización sin ánimo de lucro más exitosa en cuanto a medicamentos y vacunas aprobados por la FDA, detrás del National Institutes of Health y de la University of California. En 2012, Thompson nombró a José Baselga como médico primario, que dirigiría el sector clínico del MSK. Ese mismo año, se anunció la colaboración con Watson de la IBM con el intento de desarrollar nuevas herramientas y recursos para mejorar el diagnóstico personalizado y las recomendaciones de tratamientos para los pacientes. Joan Massagué fue nombrado director del SKI, el sector de investigación del MSK, en 2013.

## Instalaciones y programas asociados
El Memorial Sloan Kettering Bendheim Integrative Medicine Center está en el 1429 de First Avenue, en la esquina de East 74th Street en Manhattan. El edificio de un antiguo banco fue construido en los años treinta por los arquitectos Perkins y Will, y fue restaurado por el Memorial Sloan Kettering en 1997.
En 2005, la Escuela de Postgrado de Ciencias Biomédicas Louis V. Gerstner Jr. fue inaugurada en el Memorial Sloan Kettering Cancer Center, con el objetivo de profundizar la investigación introduciendo a los estudiantes en un entorno interactivo e innovador.
El Tri-Institutional MD-PhD Program es una colaboración entre el MSKCC, la Rockefeller University, la Weill Cornell Graduate School of Medical Sciences y la Cornell University. El programa biomédico aprovecha de la cercanía de los tres institutos para colaborar en la investigación biomédica y en el programa MD-PhD de Cornell. El Tri-Institutional Training Program in Computational Biology and Medicine es una colaboración similar.

## Reputación
En 2015 Charity Watch clasificó el Memorial Sloan Kettering Cancer Center con “A”. Los jefes de la organización benéfica recibieron 2 107 939 USD a 2 639 669 USD de salario/compensación. El director ejecutivo Craig B. Thompson recibió 2 554 085 USD de salario/compensación.
U.S. News & World Report votó a MSK como el número dos de los centros oncológicos de EE. UU. en 2015-2016. y 2017